# Jeanine Stoeten
Jeanine Stoeten (* 20. November 1991 in Hengelo) ist eine niederländische Volleyballspielerin.

## Karriere
Stoeten begann ihre Karriere in ihrer Heimatstadt bei MTSH Hengelo. Anschließend spielte sie bei Havoc Haaksbergen. 2008 wechselte die Juniorennationalspielerin zu HAN Volleyball, wo einige junge Spielerinnen zusammenkamen. Ein Jahr später wurde die Mittelblockerin vom Erstligisten VV Pollux Oldenzaal verpflichtet. 2011 zog der Verein um und wurde in Eurosped TVT Almelo umbenannt. In der Saison 2012/13 spielte Stoeten für Irmato Weert. Danach kehrte sie zurück nach Almelo. Nachdem sie zuvor mehrere Endspiele verloren hatte, gewann sie mit Eurosped in der Saison 2015/16 den nationalen Pokal. Anschließend wurde Stoeten vom deutschen Bundesligisten Ladies in Black Aachen verpflichtet. Mit dem Verein erreichte sie in der Saison 2016/17 jeweils das Viertelfinale in den Bundesliga-Playoffs und im DVV-Pokal 2016/17. Im folgenden Jahr kam sie ins Playoff-Halbfinale. Danach wechselte sie zum niederländischen Verein Ecare Apollo 8.